# Duane Swanson
Duane Alexander Swanson (Waterman (Illinois), 23 de agosto de 1913 - Cumberland Furnace (Tennessee), 13 de setembro de 2000) foi um basquetebolista estadunidense que fez parte da Seleção Estadunidense que conquistou a Medalha de Ouro nos XI Jogos Olímpicos de Verão de 1936 realizados em Berlim na Alemanha nazista.

## Biografia
Duane Swanson foi um dos sete atletas que jogavam na equipe do Universal Studios que foi base da equipe norte-americana que conquistou a Medalha de Ouro nas Olimpíadas de 1936 em Berlim. Fora das quadras, Duane Swanson fez carreira em filmes pelos Estúdios da CBS e também serviu as Forças Armadas dos Estados Unidos nos esforços da Segunda Guerra Mundial.

## Estatísticas com a Seleção Estadunidense
Duane Swanson participou de 2 jogos dos 4 que a Seleção Estadunidense disputou nas Olimpíadas de 1936.
| Evento      | Idade | Data      | Resultado       | Pts |
| ----------- | ----- | --------- | --------------- | --- |
| Berlim 1936 | 22    | 12/8/1936 | EUA 56 - 23 PHI | 4   |
| Berlim 1936 | 22    | 13/8/1936 | EUA 25 - 10 MEX | 0   |

(*) Baseado nos dados contidos no sítio sports-reference.com